# Megaselia ignicornis
Megaselia ignicornis är en tvåvingeart som beskrevs av Borgmeier 1962. Megaselia ignicornis ingår i släktet Megaselia och familjen puckelflugor. Inga underarter finns listade i Catalogue of Life.